# TOCA (série de jeux vidéo)
Pour les articles homonymes, voir Toca.
TOCA est une série de jeux vidéo de course. Elle est fondée sur la licence TOCA.

## Jeux
| 1997 : | TOCA Touring Car Championship                  |
| 1998 : | TOCA 2 Touring Cars                            |
| 2000 : | TOCA World Touring Cars                        |
| 2000 : | TOCA Touring Car Championship (Game Boy Color) |
| 2002 : | TOCA Race Driver                               |
| 2003 : | TOCA World Touring Cars (Game Boy Advance)     |
| 2004 : | TOCA Race Driver 2                             |
| 2005 : | TOCA Race Driver 2 (PlayStation Portable)      |
| 2006 : | Race Driver 2006 (PlayStation Portable)        |
| 2006 : | TOCA Race Driver 3                             |
| 2007 : | Race Driver: Create and Race                   |
| 2008 : | Race Driver: GRID                              |
| 2008 : | Race Driver: GRID (Nintendo DS)                |
| 2013 : | GRID 2                                         |
| 2014 : | GRID Autosport                                 |
| 2019 : | GRID                                           |
| 2022 : | Grid Legends                                   |